# Croizet-sur-Gand
Croizet-sur-Gand là một xã trong tỉnh Loire miền trung nước Pháp.